# Simone Genevois
Simone Genevois, née le 13 février 1912 dans le 20e arrondissement de Paris et morte le 16 décembre 1995 à Ascona (Suisse), est une actrice française.

## Biographie

### Famille
Simone, Rolande, Marthe Genevois, naît le 13 février 1912 à 11 heures du matin au 108, rue Orfila à Paris. Ses parents sont Roland Fernand Benjamin Genevois, vingt-six ans, employé, et Germaine Marthe (née Jouard), vingt-six ans, sans profession, son épouse.

### Carrière
Simone Genevois accomplit la plus grande partie de sa carrière au cinéma pendant la période du muet.  Elle commence dans le cinéma alors qu'elle est encore enfant, incarnant 'la petite Simone' dans une série de courts métrages (Petite Simone, Le Rêve de Simone, ...).  
Par la suite, elle joue la fille d'Ivan Mosjoukine dans La Maison du mystère, un 'serial' en 10 épisodes réalisé par Alexandre Volkoff.  Elle apparait aussi dans le Napoléon d'Abel Gance.  Elle y interprète Pauline Bonaparte, une des sœurs de Napoléon.  

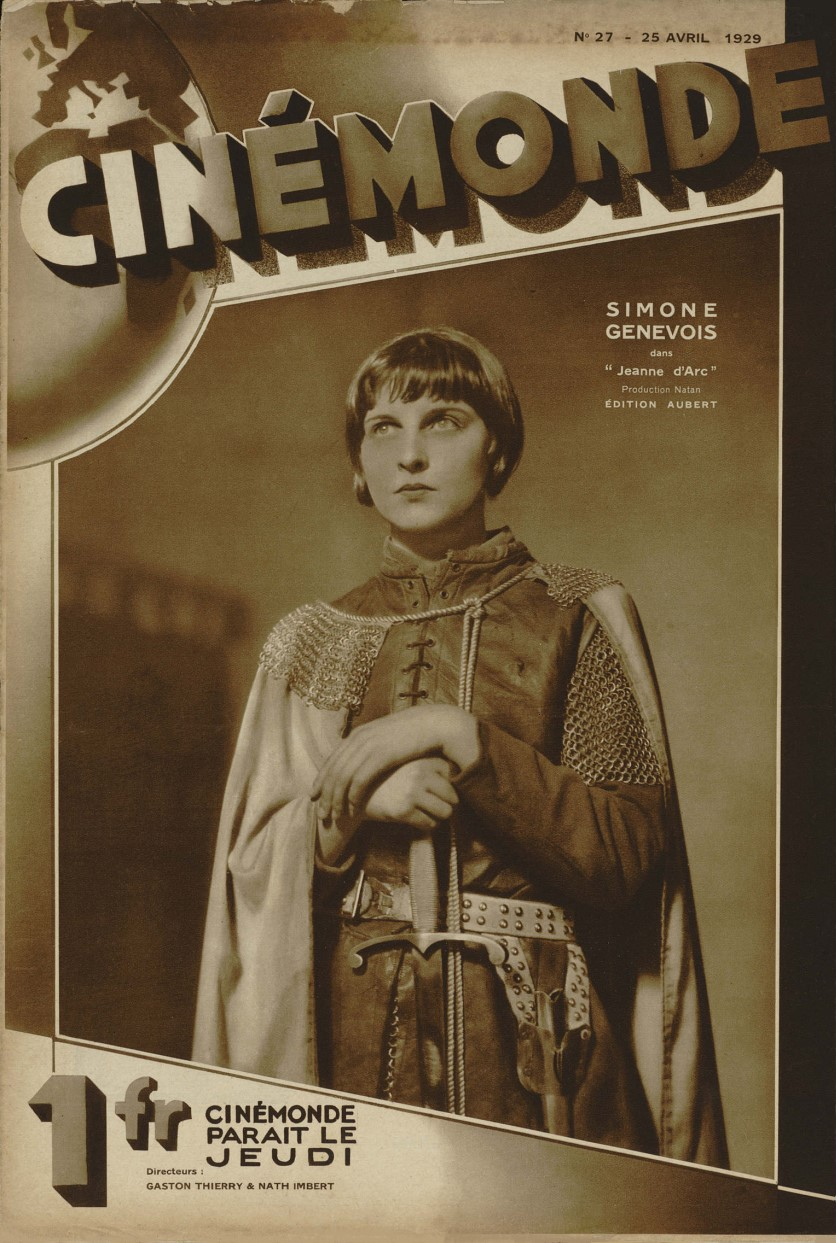
Simone Genevois en 1929 photographiée dans le rôle de Jeanne d'Arc en couverture du 27e numéro de la revue Cinémonde.

C'est vers la fin des années 1920 que Genevois tient son rôle le plus célèbre, celui de Jeanne d'Arc, dans La Merveilleuse Vie de Jeanne d'Arc, fille de Lorraine, une ambitieuse production réalisée par Marco de Gastyne.  Genevois devient ainsi une des rares actrices à avoir interprété l'héroïne française en ayant l'âge du personnage.  En 2004, commentant sa performance, François Amy de la Bretèque, spécialiste du Moyen Âge au cinéma, dira que « c’est l’une des plus belles Jeanne d’Arc de l’écran ».   
La sortie du film sera cependant éclipsée par l'arrivée du parlant.  Simone Genevois poursuit sa carrière et joue dans quelques films qui passent plutôt inaperçus.  En 1935, elle apparait une dernière fois à l'écran dans le moyen métrage Quand les feuilles tomberont.  Puis, à l'âge de 23 ans, elle met un terme à sa carrière.   

### Vie privée
Le 4 novembre 1931, Simone Genevois se marie en premières noces à Paris 16e avec le journaliste Pierre Charles Pathé, dont elle divorce rapidement.
Le 12 juin 1936, à Antibes (Alpes Maritimes) elle se remarie à l'industriel André Jules Marie Jean Conti.
Le 29 juillet 1939, elle donne naissance à Muralto (Tessin, Suisse), à un fils, Michel André Henri Conti.
Elle meurt dans sa maison familiale à Ascona (Tessin, Suisse) le 16 décembre 1995. Ses cendres reposent avec celles de son mari André Conti et sa famille au cimetière des Batignolles à Paris.

## Filmographie

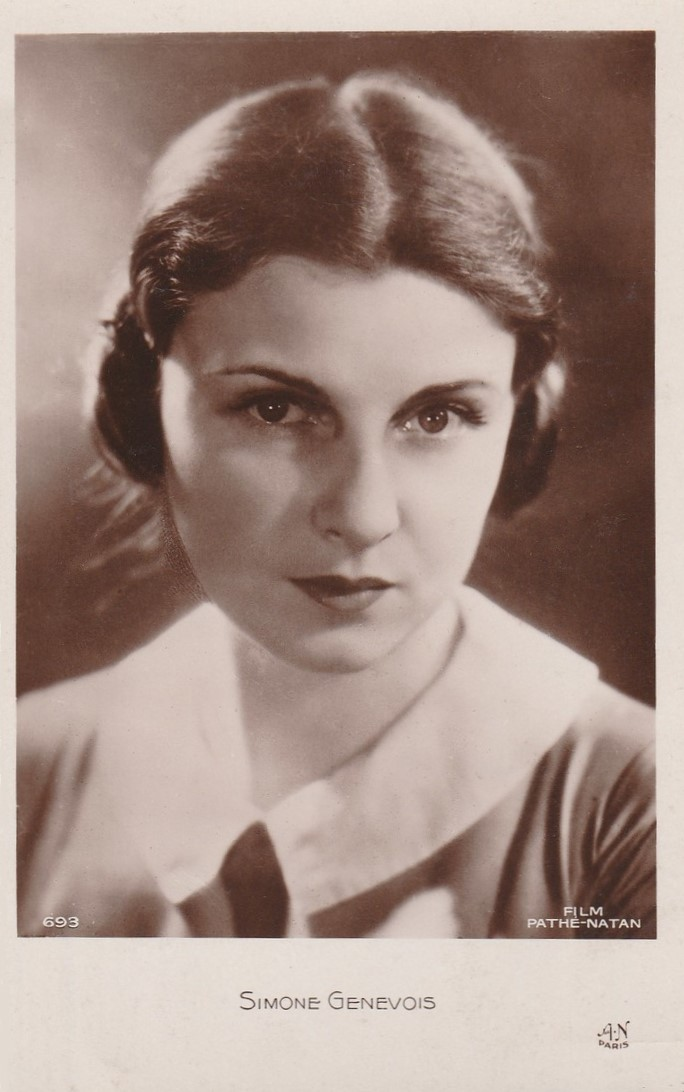
Simone Genevois interprétant le rôle d'Angélique dans Le Rêve (1931), film de Jacques de Baroncelli.

- 1913 : Le Collier de Kali de Victorin Jasset
- 1917 : Protéa IV de Gérard Bourgeois (film tourné en 4 épisodes - La Petite Jacqueline)
- 1917 : Le Torrent de Louis Mercanton
- 1918 : Comme au cinéma (anonyme)
- 1918 : Petite Simone de Julien Clément : la petite Simone
- 1918 : Le Rêve de Simone (anonyme) : la petite Simone
- 1918 : Le Scandale de Jacques de Baroncelli
- 1918 : Simone de Camille de Morlhon : la petite Simone
- 1918 : Simone veut un petit frère (anonyme) : la petite Simone
- 1918 : Les Gosses dans les ruines de George Pearson
- 1918 : Médard est rentré saoul de Jacques Grétillat
- 1918 : Seul (anonyme)
- 1918 : La Tisane de Julien Clément
- 1919 : L'Effroyable doute de Jacques Grétillat
- 1919 : Mea Culpa de Georges Champavert
- 1919 : Papa bon cœur de Jacques Grétillat
- 1919 : Poucette ou le Plus Petit Détective du monde (épisode En plein mystère) d'Adrien Caillard : Anaïk
- 1919 : Poucette ou le Plus Petit Détective du monde (épisode Jusqu'au bout, j'attendrai) de Adrien Caillard : Anaïk
- 1919 : Au travail d'Henri Pouctal (film tourné en 7 épisodes) : Nise, enfant
- 1919 : Un ange a passé (anonyme)
- 1920 : Arthur Flambard de Semery
- 1921 : Un million dans une main d'enfant d'Adrien Caillard : la benjamine
- 1922 : Rapax de Paul Garbagni et Jean Faber : Jeanne d'Armentières
- 1923 : La Maison du mystère d'Alexandre Volkoff (film tourné en 10 épisodes) : Christiane Bambina
- 1925 : Napoléon d'Abel Gance : Pauline Bonaparte
- 1926 : André Cornélis de Jean Kemm
- 1926 : La Tournée Farigoule de Marcel Manchez
- 1929 : La Merveilleuse Vie de Jeanne d'Arc, fille de Lorraine de Marco de Gastyne : Jeanne d'Arc
- 1930 : Le Rêve de Jacques de Baroncelli : Angélique
- 1930 : Une belle garce de Marco de Gastyne : Nana
- 1932 : Le Cas du docteur Brenner de Jean Daumery : Lottie Brenner
- 1935 : La Marche nuptiale de Mario Bonnard : Mlle Aimée
- 1935 : Quand les feuilles tomberont de Mario-Pierre Badouaille (moyen métrage)

## Théâtre
- 1921 : La Tendresse d'Henry Bataille, Théâtre du Vaudeville